# Portret van een jongeman met een boek
Het Portret van een jongeman met een boek (Italiaans: Ritratto di giovane con libro) is een schilderij van Lorenzo Lotto dat hij omstreeks 1526 maakte. Het maakt deel uit van de collectie van de Pinacotheek van het Castello Sforzesco in Milaan.

## Voorstelling
Tegen de achtergrond van een groen gordijn draait een jongeman plotseling zijn hoofd, met zijn bovenlichaam in profiel en licht naar voren gebogen. Hij kijkt de toeschouwer met een intense en naar het lijkt geïrriteerde blik aan. Het schilderij is relatief smal, het lichaam van de jongeman wordt links en rechts afgesneden. Hierdoor nemen de directheid, het gevoel van intimiteit en de psychologische complexiteit toe. 
Lotto maakt vakkundig gebruik van chiaroscuro, waardoor het gezicht, deels in de schaduw door het effect van de zwarte baret met gouden kettingen, prominent aanwezig is. Hetzelfde geldt voor de handen, een met een handschoen en een bloot, die een boek vasthouden. Dit boek dat met linten dichtgebonden kan worden, heeft pagina's die aan de zijkant verguld zijn. Waarschijnlijk gaat het om een Petrarchino, een verzameling liefdesgedichten uit de Canzoniere van Petrarcha die in de zestiende eeuw in klein formaat werden uitgegeven. 
De jongeman heeft een elegant, mauve tuniek met zwarte banden aan. Daaronder draagt hij een wit overhemd waarvan de geborduurde kraag nog te zien is, die is afgezet met een zwart- en goudkleurig koord.
Het werk wijkt af van de Venetiaanse modellen uit die jaren, zoals de melancholische reflecties van Giorgione of de klassieke idealisering van Titiaan, maar toont meer verwantschap met het realisme van kunstenaars uit Bergamo zoals Andrea Previtali en Bernardino Licinio.

## Herkomst
Het werk kwam in 1876 via een legaat van de politicus en dokter Malachia de Cristoforis terecht in de collectie van het Castello Sforzesco. Op dat moment was de maker nog onbekend. Kenners (o.a. Bernard Berenson) hebben het op basis van stilistische overwegingen unaniem aan Lotto toegeschreven. De datering wordt doorgaans geplaatst tussen het einde van Lotto's verblijf in Bergamo en zijn eerste jaren in Venetië, tussen 1524 en 1527, waarbij 1526 het waarschijnlijkst wordt geacht.
Mogelijk is het schilderij een portret van Girolamo Brembati (1508-1536), geschilderd ter gelegenheid van zijn huwelijk met Caterina Suardi in 1525. Brembati was op dat moment zeventien jaar, wat kan kloppen met de leeftijd van de jongeman op het schilderij. Het boek met liefdesgedichten en de handschoen kunnen beide gezien worden als een symbool voor het huwelijk. 